# 361764 Antonbuslov
361764 Antonbuslov è un asteroide della fascia principale. Scoperto nel 2008, presenta un'orbita caratterizzata da un semiasse maggiore pari a 1,8837770 UA e da un'eccentricità di 0,0898178, inclinata di 18,77373° rispetto all'eclittica.